# Bob Enos
Robert Loren „Bob“ Enos (* 4. Juli 1947 in Boston; † 11. Januar 2008 in Douglas (Georgia)) war ein US-amerikanischer Trompeter im Bereich des Rhythm & Blues und Jazz.

## Leben und Wirken
Rober „Bob“ Enos lernte mit vierzehn Jahren Trompete und studierte am Boston Conservatory of Music; Ende der 1960er- und Anfang der 1970er-Jahre spielte er in R&B- und Soulbands. Nach Unterricht bei John Coffee und Ray Copeland arbeitete er in der Begleitband der Platters (unter Leitung von Herb Reed), bevor er bei Jack Radcliffe and the New Viper Revue spielte. Anschließend gründete er die Fusion-Formation Channel One. Enos, dessen Spiel von Louis Armstrong und Roy Eldridge beeinflusst war, spielte ab September 1981 bis zu seinem Tod in der Band Roomful Of Blues, mit der er mehrere Alben einspielte, zuletzt Raisin’ a Ruckus (2008). Mit dem Ensemble wirkte er außerdem bei Aufnahmen von Pat Benatar, Stevie Ray Vaughan, Colin James, Hubert Sumlin, Eddie „Cleanhead“ Vinson, Big Joe Turner und Jimmy Nelson mit. Im Bereich des Jazz war er zwischen 1982 und 1996 an sieben Aufnahmesessions beteiligt; unter eigenem Namen legte er außerdem 2001 das Album Bob Enos and Friends Play Music of Ron Ermini vor. Enos starb während einer Tournee im Alter von sechzig Jahren an Herzversagen.